# Átlátszó üvegcsiga
Az átlátszó üvegcsiga (Vitrina pellucida) Európában elterjedt szárazföldi csigafaj. 

## Megjelenése
Az átlátszó üvegcsiga házának magassága 6 mm, szélessége 5 mm, 3-3,5 kanyarulatból áll. A gömbölyű háznak nagyon vékony, üvegesen átlátszó, szinte hártyaszerű, sárgás-zöldes (esetleg színtelen) héja van. Felülete sima és fényes, a kanyarulatok közti varratok alig mélyednek be. Az utolsó kanyarulat szélessége több mint kétszerese az előzőének. Szájadéka kerek; köldöke nyitott de nagyon szűk. Ha az állat elpusztul, a héj fehéresen átlátszatlanná válik. Maga a csiga szürkés színű, feje és tapogatói sötétebbek. Nem képes teljesen visszahúzódni a házába.

## Elterjedése és életmódja

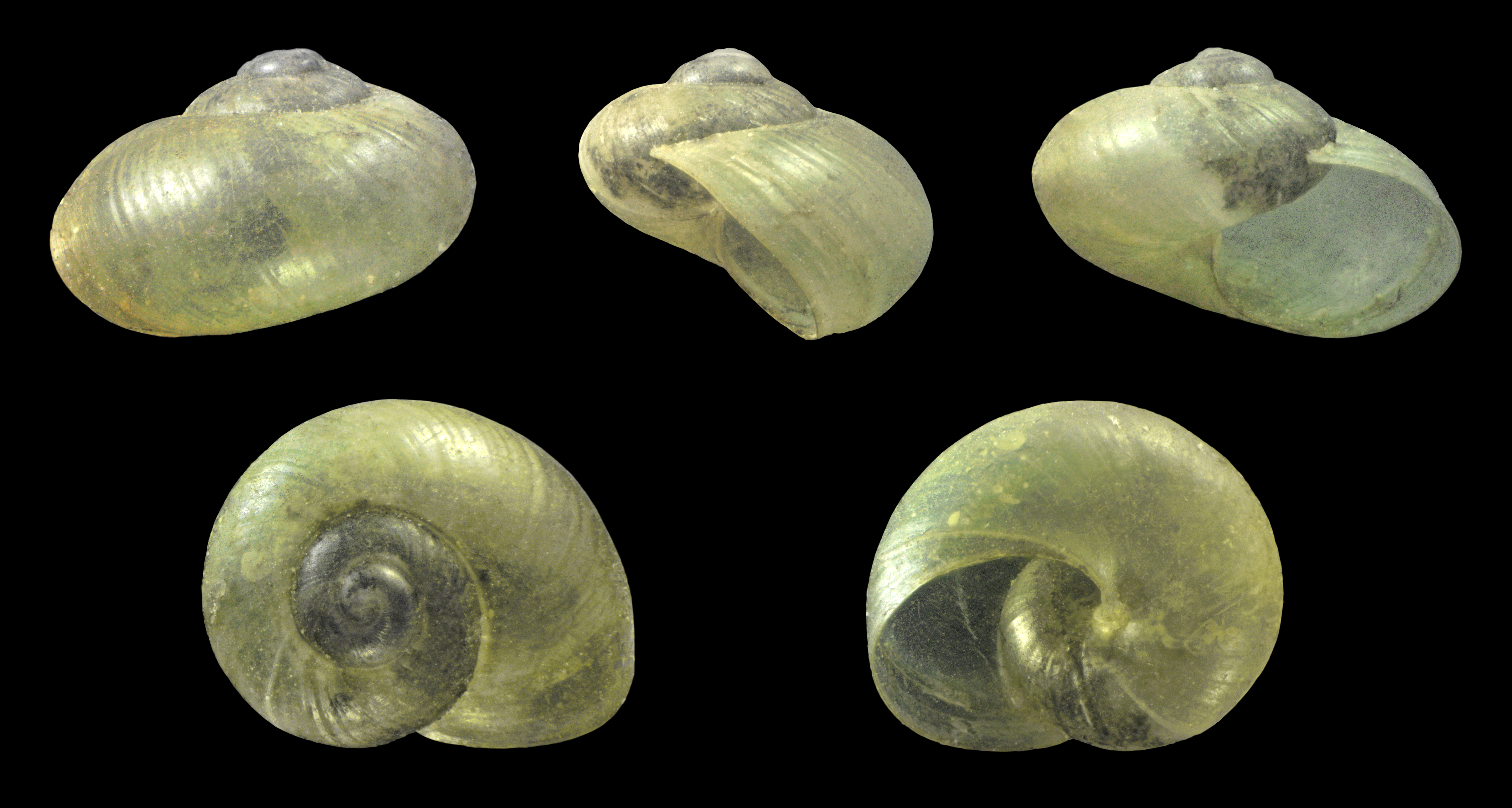
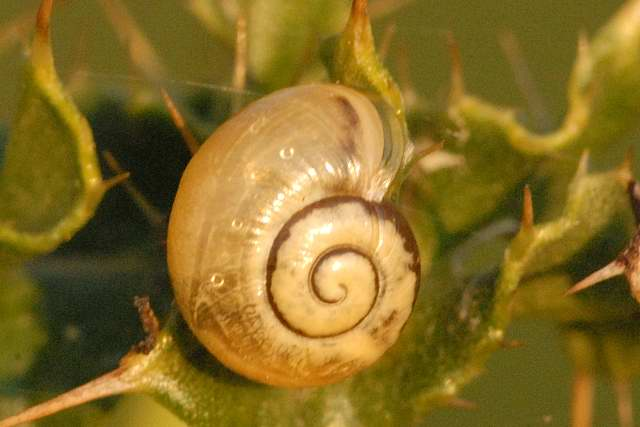
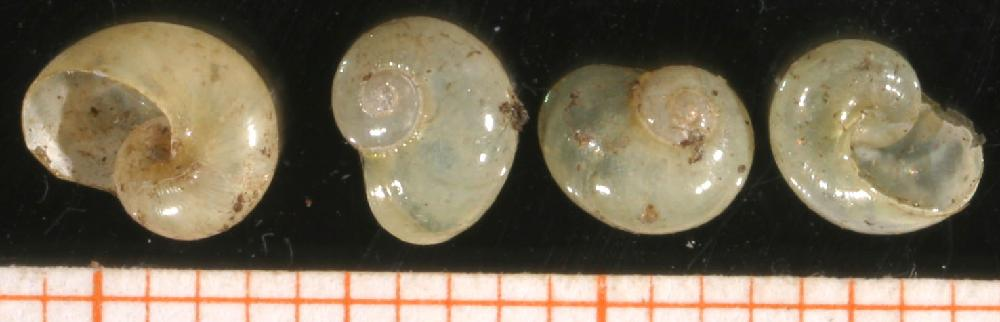
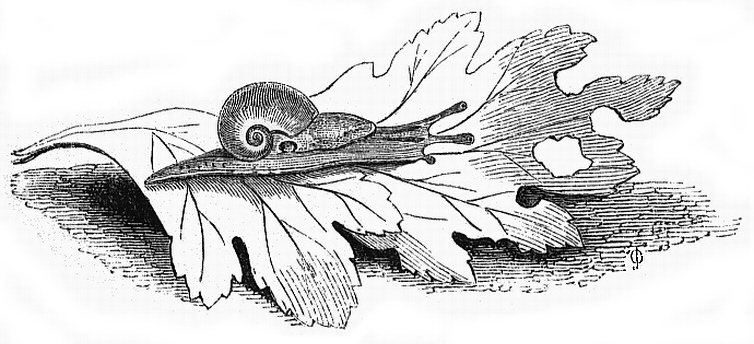

Elsősorban európai faj, de kelet felé Közép-Ázsiáig is megtalálható egy-egy populációja. A Brit-szigeteken kimondottan gyakori. Magyarországon a hegy- és dombvidékeken fordul elő szórványosan, ritkán az Alföldön is megtalálható.
Lombos- vagy fenyőerdőkben, tisztásokon, nedves réteken él az avarban vagy a fű között. Alpesi körülmények között a legelőkön, vízpartokon, patakok kövein is megtalálható. A nedves környezetet preferálja. Svájcban 2700 méteres magasságig hatol.
Az áttelelő petékből tavasszal kelnek ki a csigák, őszre ivaréretté válnak, ők is lerakják 0,9-1,2 mm-es petéiket és elpusztulnak. Ahol a tél kevésbé kemény (mint Írországban), a felnőtt csigák áttelelnek, tavasszal raknak petét, amelyek nyár elején kelnek ki. 
Magyarországon nem védett. 